# Котте (підрозділ окружного секретаріату)
Підрозділ окружного секретаріату Котте — підрозділ окружного секретаріату округу Коломбо, Західна провінція, Шрі-Ланка. Складається з 20 Грама Ніладхарі.